# فرانتس رایشلت
فرانتس کارل رایْشِلْت (آلمانی: Franz Karl Reichelt؛ تلفظ آلمانی: [fʁants kaʁl ˈʁaɪ̯çl̩t]؛ ۱۶ اکتبر ۱۸۷۸ – ۴ فوریهٔ ۱۹۱۲) یک خیاط، و مخترع فرانسوی زادهٔ اتریش بود که کت چتر نجات را اختراع کرده بود و برای آزمایشش خود را با آن از برج ایفل به پایین پرتاب کرد که باعث مرگش شد. او گفته بود که ابتدا یک عروسک آزمایشی را با آن امتحان خواهد کرد اما خودش با آن به پایین پرید.